# 缅宁专区
缅宁专区（佤语：Meng Ling Juang Qi）是云南省已撤消的专区，行政专员公署驻缅宁县。1952年置，1954年更名临沧专区。

## 行政区划
下列临沧专区行政区划的列表，区划调整以批准时间为准
- 1952年

缅宁县、镇康县、双江县、沧源县、耿马县